# Snow White Hill
Der Snow White Hill (englisch; polnisch Góra Śnieżki; jeweils für Schneewittchenhügel) ist ein 300 bis 400 m hoher Hügel auf King George Island im Archipel der Südlichen Shetlandinseln. Er ragt zwischen dem Drake-Gletscher und dem Eldred-Gletscher südlich der Corsair Bight auf.
Polnische Wissenschaftler benannten ihn 1984 nach der Märchenfigur Schneewittchen.